# Duane Carter
Duane Claude Carter (* 5. Mai 1913 in Fresno, Kalifornien; † 7. März 1993 in
Indianapolis) war ein US-amerikanischer Autorennfahrer.

## Karriere
Carter begann seine Karriere wie viele seiner Landsleute bei den Midget-Cars. In Kalifornien fuhr er auf den 1,5-Meilen-Tracks. Er gewann die Detroit-VFW-Motor-Speedway-Meisterschaft 1940 und 1942 die Sportsman-Park-Meisterschaft. Anfang der 1950er Jahre wechselte er zu den Sprint-Cars und blieb dort als Meister der Midwest-Division erfolgreich.
Zwischen 1948 und 1955 und in den Jahren 1959, 1960 und 1963 fuhr er in der AAA-National-Serie und der Nachfolgeserie, der USAC-National-Serie. 45 Rennen stehen bei ihm zu Buche, darunter elf Starts bei den 500 Meilen von Indianapolis. 23-mal platzierte sich Carter unter den ersten zehn. Einen Sieg konnte er jedoch nie feiern. Beste Platzierung blieb der zweite Platz in Phoenix 1953. 4200 Kilometer fuhr Carter in Indianapolis, keine davon konnte er anführen.
Da die 500 Meilen von 1950 bis 1960 zur Weltmeisterschaft der Formel 1 zählten, nahm Carter auch an acht Weltmeisterschaftsläufen teil.
In den 1950er-Jahren war Carter auch bei Sportwagenrennen am Start und kam 1952 nach Europa, um am 24-Stunden-Rennen von Le Mans teilzunehmen. Gemeinsam mit seinem Landsmann Phil Walters fuhr er einen Cunningham C4-R, fiel aber durch technischen Defekt aus.
Nach seiner Karriere arbeitete Carter als Offizieller beim USAC. Er ist der Vater des ehemaligen Champ-Car-Piloten Pancho Carter.

## Statistik

### Indy-500-Ergebnisse
| Jahr | Startnr. | Start | Qual (km/h) | Ergebnis | Runden | Führung | Ausfall                          |
| ---- | -------- | ----- | ----------- | -------- | ------ | ------- | -------------------------------- |
| 1947 | 32       | DNQ   |             |          |        |         |                                  |
| 1948 | 16       | 29    | 202,775     | 22       | 59     | 0       | Rad verloren                     |
| 1949 | 17       | 5     | 206,348     | 14       | 182    | 0       | Dreher                           |
| 1950 | 18       | 13    | 211,867     | 12       | 133    | 0       |                                  |
| 1951 | 27       | 4     | 215,214     | 8        | 180    | 0       |                                  |
| 1952 | 1        | 6     | 218,079     | 4        | 200    | 0       |                                  |
| 1953 | 4        | 27    | 217,660     | 24       | 94     | 0       | Zündung                          |
| 1953 | 3        |       |             | 32       | 49     | 0       | fuhr Hanks’ Wagen; Rd. 152–200   |
| 1954 | 16       | 8     | 222,440     | 154      | 76     | 0       | Übergabe an Teague               |
| 1954 | 34       |       |             | 42       | 70     | 0       | fuhr Ruttmans Wagen; Rd. 101–170 |

| Legende  | Legende            | Legende                                                          |
| Farbe    | Abkürzung          | Bedeutung                                                        |
| -------- | ------------------ | ---------------------------------------------------------------- |
| Gold     | –                  | Sieg                                                             |
| Silber   | –                  | 2. Platz                                                         |
| Bronze   | –                  | 3. Platz                                                         |
| Grün     | –                  | Platzierung in den Punkten                                       |
| Blau     | –                  | Klassifiziert außerhalb der Punkteränge                          |
| Violett  | DNF                | Rennen nicht beendet (did not finish)                            |
| Violett  | NC                 | nicht klassifiziert (not classified)                             |
| Rot      | DNQ                | nicht qualifiziert (did not qualify)                             |
| Rot      | DNPQ               | in Vorqualifikation gescheitert (did not pre-qualify)            |
| Schwarz  | DSQ                | disqualifiziert (disqualified)                                   |
| Weiß     | DNS                | nicht am Start (did not start)                                   |
| Weiß     | WD                 | zurückgezogen (withdrawn)                                        |
| Hellblau | PO                 | nur am Training teilgenommen (practiced only)                    |
| Hellblau | TD                 | Freitags-Testfahrer (test driver)                                |
| ohne     | DNP                | nicht am Training teilgenommen (did not practice)                |
| ohne     | INJ                | verletzt oder krank (injured)                                    |
| ohne     | EX                 | ausgeschlossen (excluded)                                        |
| ohne     | DNA                | nicht erschienen (did not arrive)                                |
| ohne     | C                  | Rennen abgesagt (cancelled)                                      |
| ohne     | keine WM-Teilnahme |                                                                  |
| sonstige | P/fett             | Pole-Position                                                    |
| sonstige | 1/2/3/4/5/6/7/8    | Punktplatzierung im Sprint-/Qualifikationsrennen                 |
| sonstige | SR/kursiv          | Schnellste Rennrunde                                             |
| sonstige | *                  | nicht im Ziel, aufgrund der zurückgelegten Distanz aber gewertet |
| sonstige | ()                 | Streichresultate                                                 |
| sonstige | unterstrichen      | Führender in der Gesamtwertung                                   |

### Le-Mans-Ergebnisse
| Jahr | Team              | Fahrzeug        | Teamkollege  | Platzierung | Ausfallgrund |
| ---- | ----------------- | --------------- | ------------ | ----------- | ------------ |
| 1952 | Briggs Cunningham | Cunningham C4-R | Phil Walters | Ausfall     | Defekt       |

### Einzelergebnisse in der Sportwagen-Weltmeisterschaft
| Saison | Team              | Rennwagen   | 1   | 2   | 3   | 4   | 5   | 6   | 7   |
| ------ | ----------------- | ----------- | --- | --- | --- | --- | --- | --- | --- |
| 1953   | Tony Bettenhausen | Kurtis 500K | SEB | MIM | LEM | SPA | NÜR | RTT | CAP |
| 1953   | Tony Bettenhausen | Kurtis 500K |     |     |     | DNF |     |     |     |
| 1954   | Duane Carter      | Kurtis 500S | BUA | SEB | MIM | LEM | RTT | CAP |     |
| 1954   | Duane Carter      | Kurtis 500S |     |     | DNF |     |     |     |     |